# Högsäters landskommun
Högsäters landskommun var en tidigare kommun i dåvarande Älvsborgs län.

## Administrativ historik
När 1862 års kommunalförordningar trädde i kraft inrättades över hela landet cirka 2 500 kommuner, varav den övervägande delen var landskommuner.
I Högsäters socken i Valbo härad i Dalsland inrättades då den första Högsäters kommun.
Vid kommunreformen 1952 bildade den storkommun tillsammans med de tidigare kommunerna Järbo, Lerdal, Råggärd och Rännelanda. Denna kommun fick också namnet Högsäter.
1974 upplöstes kommunen och området fördes till Färgelanda kommun.
Kommunkoden 1952-1970 var 1506.

### Kyrklig tillhörighet
I kyrkligt hänseende tillhörde kommunen Högsäters församling. Den 1 januari 1952 tillkom församlingarna Järbo, Lerdal, Rådgärd och Rännelanda.

## Geografi
Högsäters landskommun omfattade den 1 januari 1952 en areal av 349,63 km², varav 338,19 km² land.

### Tätorter i kommunen 1960
I Högsäters landskommun fanns tätorten Högsäter, som hade 365 invånare den 1 november 1960. Tätortsgraden i kommunen var då 11,3 procent.

## Politik

### Mandatfördelning i valen 1938-1970
| 4 | 4 | 9 | 1 |

| 18 |

| 3 | 10 | 3 | 1 |

| 17 |

| 4 | 1 | 10 | 2 |

| 17 |

| 16 | 19 |

| 35 |

| 4 | 11 | 20 |

| 35 |

| 4 | 25 | 3 | 3 |

| 35 |

| 4 | 8 | 24 |

| 34 |

| 3 | 25 | 3 | 4 |

| 34 |

| 4 | 5 | 23 | 3 |

| 32 |